# Ablávio (assassino)
Ablávio (em latim: Ablavius; em grego: Αβλάβιος; romaniz.: Ablábios) foi um pretenso assassino bizantino, conhecido por uma tentativa fracassada de matar o imperador Justiniano I (r. 527–565) em 562. As principais fontes sobre ele são João Malalas e Teófanes, o Confessor.

## Vida
Ablávio era filho de Melcíades. Nada mais se sabe sobre sua família, e a posição exata de Ablávio na sociedade é incerto. Os textos primários o descrevem como "ο Μελιστής" (o Melista). Esta palavra grega tem dois significados, sendo um deles um nome para um músico, relacionado ao termo melodia. Um comentário de Teófanes implica que Ablávio era membro de uma facção inteira de tais pessoas. Alan Cameron sugere que esta era uma facção de circo, afiliada aos Azuis e Verdes do Hipódromo de Constantinopla. O segundo significado é "monetário" ("mestre da casa da moeda"); assim, um funcionário da casa da moeda imperial. Este termo deriva de μελίζει (melizei, "cortar"). Anastácio Bibliotecário, que traduziu a crônica de Teófanes para o latim, entendeu que o termo tinha esse significado. Du Cange, um influente historiador do século XVII, considerou este o significado mais provável.
Ablávio foi recrutado por Marcelo como parte de um plano para assassinar o imperador Justiniano I (r. 527–565) Os conspiradores eram aparentemente "homens importantes no mundo dos negócios" de Constantinopla, e o próprio Marcelo era um "argiroprata". Este termo indica um ourives ("argiro" é grego para "prata") ou banqueiro. Outro conspirador foi Sérgio, cujo tio Etério era curador de um dos palácios imperiais, embora mais conhecido por sua participação em uma conspiração contra o imperador Justino II (r. 565–578). Ablávio recebeu cinquenta libras de ouro por seu papel na trama.
A trama exigia que Ablávio se aproximasse de Justiniano dentro do triclínio imperial (sala de jantar). Enquanto teve acesso ao quarto, foi incapaz de se aproximar da "presença sagrada" do imperador sem permissão, e então teve que acertar as coisas com um oficial palatino. Confiou seu segredo a Eusébio e João, mas isso levou à descoberta da trama pelas autoridades, quando seus pedidos levantaram suspeitas e foram investigados. Em 25 de novembro de 562, tentou entrar no palácio armado com um punhal e foi imediatamente preso. Seu futuro destino não é registrado.
Ao saber da prisão de Ablávio, Marcelo cometeu suicídio em vez de ser capturado, enquanto Sérgio buscou refúgio na Igreja de Santa Maria de Blaquerna. Pouco depois, a reconstrução de Santa Sofia foi concluída, e Paulo Silenciário compôs um longo poema épico conhecido como Écfrase à reinauguração da basílica. Paulo menciona a conspiração, afirmando que os conspiradores estavam dentro do palácio e prestes a atacar quando capturados. Afirma que Deus concedeu esta vitória ao imperador. Peter N. Bell observa que "Paulo dedica cerca de 30 linhas (25-55) perto do início de seu poema" ao enredo de Ablávio e outras 21 linhas (937-958) a outras conspirações da época. Paulo enfatiza que Deus cuida da segurança pessoal do imperador e retrata tanto Justiniano quanto sua falecida esposa, a imperatriz Teodora, como intercessores da humanidade em sua relação com Deus.

## Interpretação
Os motivos dos conspiradores não são abordados em fontes primárias. James Evans sugere que podem ser atribuídos às queixas do mundo dos negócios com o imperador. A Guerra Lázica contra o Império Sassânida havia acabado recentemente, e os termos de paz exigiam que os bizantinos pagassem uma quantia anual de 30 mil soldos aos sassânidas. No entanto, os primeiros sete anos deveriam ser pagos antecipadamente, e cerca de 2 900 libras de ouro deveriam ser entregues de uma só vez. O imperador exigiu que os empresários pagassem o dinheiro ao Estado na forma de um empréstimo forçado. O tesouro teria sido esmagado por dívidas e ainda estava vazio quando Justino II subiu ao trono. Em vez de reduzir mais despesas, Justiniano aumentou a pressão sobre os empresários. No verão de 562, cambistas, mercadores de prata e mercadores de joias viram-se obrigados a colocar "uma dispendiosa exibição de luzes" à consagração de uma nova igreja dedicada a Teodora, a Mártir. Pensa-se que isso pode ter levado diretamente ao plano de assassinato. Por outro lado, Peter N. Bell conecta a trama de assassinato com a falta de apoio popular a Justiniano nos anos finais de seu reinado. Aponta que Agátias, Menandro Protetor e Flávio Crescônio Coripo pintam retratos "desagradáveis" e "sombrios" do estado do Império Bizantino durante esse período. Coripo ainda afirma: "o velho [Justiniano] não se importava mais; estava completamente frio (...) muitas coisas foram negligenciadas demais enquanto estava vivo". Coripo estava fazendo uma comparação entre Justiniano e Justino, o que pode explicar sua visão negativa sobre o primeiro. Mas seus pontos de vista são consistentes com os de outros autores.

## Rescaldo
Sérgio acabou sendo arrastado para fora de seu santuário e interrogado sob tortura. Suas confissões implicaram mais dois ourives e um curador a serviço de Belisário, de modo que o próprio Belisário ficou sob suspeita e foi preso. Foi levado a julgamento por Procópio, prefeito urbano de Constantinopla; é incerto se esta era a mesma pessoa que Procópio de Cesareia, o notável historiador. Belisário foi colocado em prisão domiciliar, enquanto todos os seus assistentes foram dispensados do serviço. Seis meses depois, foi perdoado. Belisário e Justiniano morreram com poucas semanas um do outro em novembro de 565.